# Almitrina
L'almitrina è un composto derivato dalla difenilmetilpiperazina che rientra nella classe degli stimolanti o analettici respiratori.

## Chimica
La sostanza, in soluzione alcolica, assorbe nell'ultravioletto (UV) alle lunghezze d'onda di 227 e 246 nm.

## Farmacodinamica
Almitrina è uno stimolante respiratorio che migliora la respirazione agendo a livello periferico come agonista dei chemorecettori che sono localizzati a livello del glomo carotideo ed a livello aortico. Il farmaco, a dosi comprese tra 50 e 100 mg, migliora i parametri emogasometrici aumentando la tensione arteriosa di ossigeno (O2) e la saturazione d'ossigeno (SpO2), nel contempo riducendo la tensione parziale di anidride carbonica (CO2). 
I miglioramenti osservabili nei gas del sangue (O2 e CO2) sono legati ad una migliore corrispondenza nel rapporto ventilazione/perfusione e nel trattamento cronico possono accompagnarsi ad un miglioramento della ventilazione alveolare e perciò contribuire al miglioramento complessivo della ossigenazione. 
Alle usuali dosi usuali terapeutiche raccomandate (50–100 mg/die) almitrina non sembra determinare alcun cambiamento significativo nella ventilazione: l'esecuzione di test di funzionalità polmonare di routine in corso di terapia non registra alcuna variazione di parametri misurabili quali volume corrente, frequenza respiratoria, consumo di O2.
L'azione della molecola è particolarmente spiccata nei pazienti con broncopneumopatia cronica ostruttiva ma il farmaco si è anche rivelato utile nel trattamento della desaturazione notturna, senza andare a compromettere la qualità del sonno.

## Farmacocinetica
Dopo somministrazione per via orale l'almitrina viene rapidamente assorbita dal tratto gastroenterico e il picco plasmatico (Cmax) viene raggiunto circa 3 ore dopo l'assunzione. Nell'organismo il farmaco viene metabolizzato principalmente dalla ghiandola epatica, e l'eliminazione avviene prevalentemente tramite escrezione attraverso la via biliare e solo in minima parte per via renale. L'emivita plasmatica è pari a circa 40 ore. Il legame con le proteine plasmatiche è elevato, superiore al 99%.

## Tossicologia
Studi sperimentali sul topo hanno messo in evidenza una DL50 pari a 210 mg/kg peso corporeo, quando somministrato per via endovenosa, di 390 mg/kg se somministrato per via intraperitoneale e infine superiore a 2 g/kg, quando assunto per os.

## Usi clinici
Almitrina viene utilmente impiegata nell'insufficienza respiratoria di tipo ipossiemico (caratterizzata da tensione parziale di O2 minore di 60 mmHg) in particolare nei soggetti affetti da bronchite cronica ostruttiva. Il farmaco ha trovato impiego anche nel trattamento della sindrome delle apnee nel sonno
e in campo anestesiologico.

## Effetti collaterali ed indesiderati
In corso di trattamento è stata segnalata tendenza al dimagrimento spesso associata a neuropatie periferiche con sensazioni anomale a livello degli arti inferiori: in particolare torpore, sensazione di pizzicore e/o formicolio (parestesie). Questi effetti avversi sono stati generalmente constatati nel corso di trattamenti a lungo termine (un anno o più) e tendono a manifestarsi con maggiore frequenza nei soggetti in età avanzata.

Frequenti anche i disturbi di tipo gastrointestinale: dispepsia, nausea, bruciore epigastrico o dolore (più spesso senso di pesantezza) addominale, alterazioni del transito gastrointestinale, diarrea.
Rilevanti anche i possibili disturbi nervosi e psichiatrici quali alterazioni del ritmo del sonno, insonnia, sonnolenza, stato di agitazione psicomotoria, stato d'ansia, tremore, cardiopalmo e palpitazioni, vertigini e penosa percezione cosciente dei movimenti respiratori.

### Ritiro dal commercio negli Stati membri UE
Nel maggio 2013 il Comitato di farmacovigilanza per la valutazione dei rischi (PRAC) dell'Agenzia europea per i medicinali (EMA) si è espresso nel senso di una revoca al permesso di commercializzare medicinali orali contenenti almitrina in tutta l'Unione Europea. Il comitato ha ravvisato una chiara associazione tra il trattamento orale con almitrina e neuropatia periferica potenzialmente grave e di lunga durata, oltre ad una significativa perdita di peso tendente ad indebolire ulteriormente i pazienti. È stato osservato che casi simili continuavano ad essere segnalati anche dopo l'introduzione di precauzioni prescrittive. Per tale motivo almitrina orale non è stata più raccomandata come terapia nelle linee guida internazionali di trattamento per la gestione della BPCO.

## Controindicazioni
Il farmaco è controindicato nei soggetti con ipersensibilità individuale accertata verso il principio attivo oppure verso uno qualsiasi degli eccipienti contenuti nella formulazione farmaceutica. È inoltre controindicato in caso di malattie del fegato ed insufficienza epatica così come in caso di neuropatia periferica o soggetti con storia personale di neuropatia periferica. Nel caso il trattamento dovesse comunque rendersi necessario si dovrà in ogni caso mettere in atto una adeguata sorveglianza clinica e biologica.

## Dosi terapeutiche
Nei soggetti adulti il dosaggio raccomandato è pari a 50–100 mg/die per via orale (equivalenti a 1-2 compresse), suddivisi in due assunzioni prima dei pasti principali. Il trattamento dovrebbe comunque essere sempre adattato al singolo individuo in base al peso corporeo, così come agli eventuali effetti indesiderati.
Non è consigliabile prolungare il trattamento per un periodo superiore ai 3 mesi. Il trattamento può essere ripreso osservando almeno un mese di interruzione.

La somministrazione per via iniettiva, in perfusione lenta, nei soggetti con ipoventilazione alveolare è pari a 1–3 mg/kg/die.
In anestesiologia il dosaggio consigliato, sempre in perfusione lenta è invece pari a 0,5–1 mg/kg/die.

## Sovradosaggio
In caso di intossicazione, fortuita o volontaria, si possono verificare alterazioni emodinamiche di tipo riflesso ed in particolare ipotensione arteriosa e tachicardia riflessa.

## Gravidanza e allattamento
Non esistono dati sicuri ed affidabili sull'utilizzo di almitrina sufficienti per valutarne il profilo di sicurezza d'impiego in donne in stato di gravidanza e che allattano al seno.